# Konrad-Oskar Heinrichs
Konrad-Oskar Heinrichs (Wallstawe bij Salzwedel, 5 mei 1890 - Luik, 8 september 1944) was een Duitse officier en Generalleutnant tijdens de Tweede Wereldoorlog.

## Leven
Op 26 september 1911 trad Heinrichs als Fahnenjunker in dienst van de Deutsches Heer, en werd bij het Infanterie-Regiment „Graf Tauentzien von Wittenberg“ (3. Brandenburgisches) Nr. 20 geplaatst. Op 22 mei 1912 werd hij tot Fähnrich bevorderd. Hij volgde verdere militaire opleiding tot augustus 1914 aan de Kriegschule (militaire academie) in Anklam.

### Eerste Wereldoorlog
Aan het begin van de Eerste Wereldoorlog, was Heinrichs adjudant van het 1e bataljon van zijn stamregiment. Hij raakte zwaargewond aan het front, en kwam op 9 september 1914 in Franse krijgsgevangenschap. Hij verbleef daar tot augustus 1918, en keerde terug nadat hij in Zwitserland geïnterneerd geweest was. In augustus 1919 keerde hij naar Duitsland terug. Heinrichs werd in de Reichswehr opgenomen. Op 18 mei 1934 nam hij uit de actieve dienst ontslag.

### Interbellum
Op 20 april 1939 werd Heinrichs weer gereactiveerd. Vanaf 26 augustus 1939 tot 25 oktober 1939 was hij commandant van het Infanterie-Ersatz-Regiment 71. Daarna was hij commandant van het Infanterie-Ersatz-Regiment 24, wat een onderdeel van de 21. Infanterie-Division (21e Infanteriedivisie) was.

### Tweede Wereldoorlog
Met dit regiment nam hij deel aan de Slag om Frankrijk en Operatie Barbarossa. Vanaf 1 mei 1942 tot 6 mei 1942 zat hij in het Führerreserve (OKH). Op 6 mei 1942 werd hij mit der Führung beauftragt  (vrije vertaling: met het leiderschap belast) over de 290. Infanterie-Division  (290e Infanteriedivisie) belast. Vanaf 1 juli 1942 tot 1 februari 1944 was hij commandant van de 290e Infanteriedivisie. Op 1 februari 1944 werd hij weer in het Führerreserve (OKH) geplaatst. Vanaf 10 februari 1944 tot 8 september 1944 was Heinrichs commandant van de 89. Infanterie-Division  (89e Infanteriedivisie). Op 8 september 1944 werd hij tijdens een vijandelijke aanval, in de buurt van Luik gedood.

## Militaire carrière
- Generalleutnant: 1 februari 1943[5][4][8]
- Generalmajor: 1 juli 1942[5][4][8]
- Oberst: 20 april 1939[5][4]
- Oberstleutnant: 1933
- Major: 1 juni[5] 1933[4]
- Hauptmann: 1 maart 1923[5][4]
- Oberleutnant: 5 november 1919[5] (Patent vanaf 6 juni 1916)[4]
- Leutnant: 22 februari 1913[5] (Patent vanaf 22 februari 1911)[4]
- Fähnrich: 22 mei 1912[5][4]
- Fahnenjunker: 26 september 1911[5]

## Onderscheidingen
- Ridderkruis van het IJzeren Kruis op 13 september 1941[5] als Oberst en Commandant van het 24e Infanterieregiment / 21. Infanterie-Division / Heer[9][10][8]
- Duitse Kruis in goud op 18 januari 1944[5] als Generalleutnant en Commandant van de 290. Infanterie-Division, Heer[9][10][8]
- IJzeren Kruis 1914, 1e Klasse[9] en 2e Klasse[9]
- Herhalingsgesp bij IJzeren Kruis 1939, 1e Klasse[9] (26 juni 1940) en 2e Klasse[9] (30 mei 1940)
- Medaille Winterschlacht im Osten 1941/42
- Erekruis voor Frontstrijders in de Wereldoorlog[9]
- Gewondeninsigne 1939 op 28 oktober 1941[4]
- Hij werd eenmaal genoemd in het Wehrmachtsbericht. Dat gebeurde op:
- 19 december 1943 citaat Wehrmachtsbericht[11]:

„Südlich Newel scheiterten in harten Kämpfen alle Durchbruchsversuche des Feindes. Nordwestlich der Stadt greift er, von starken Panzerverbänden unterstützt, mit zunehmender Heftigkeit an. Unsere zäh kämpfenden Truppen schossen hier 41 Sowjetpanzer ab und fügten dem Feind hohe blutige Verluste bei. In diesen Kämpfen haben sich die norddeutsche 290. Infanterie-Division unter Führung des Generalleutnants Heinrichs und die pommersche 122. Infanteriedivision unter Führung des Generalleutnants Chill besonders bewährt.“